# Визенбург (Марк)
Визенбург (њем. Wiesenburg/Mark) град је у њемачкој савезној држави Бранденбург. Једно је од 38 општинских средишта округа Потсдам-Мителмарк. Према процјени из 2010. у граду је живјело 4.935 становника. Посједује регионалну шифру (AGS) 12069665.

## Географски и демографски подаци
Визенбург се налази у савезној држави Бранденбург у округу Потсдам-Мителмарк. Град се налази на надморској висини од 167 m. Површина општине износи 218,2 km². У самом граду је, према процјени из 2010. године, живјело 4.935 становника. Просјечна густина становништва износи 23 становника/km².